# Football Club Osaka
Maillots
Actualités
Le FC Osaka (FC大阪) est un club japonais de football basé à Higashiōsaka dans la préfecture d'Osaka. Le club évolue en J.League 3.

## Histoire
Le FC Osaka est fondé en 1996. 11 ans après sa fondation, en 2007, le club a remporté pour la première fois la division 1 de la Ligue préfectorale d'Osaka. En 2015, le club intègre la JFL. En 2018, au cours de sa 4e année de participation à la JFL, le club a reçu l'autorisation de faire de la ville de Higashiosaka son domicile en vue d'une entrée en J.League.
La ville abrite le stade Hanazono rugby, qui a fait l'objet d'importantes rénovations en prévision de la Coupe du monde de rugby 2019. Après cela, le 26 novembre 2019, un accord a été signé entre le FC Osaka et la ville de Higashiosaka concernant la rénovation du deuxième terrain du stade de rugby Higashiosaka Hanazono. Les travaux de rénovation ont été réalisés avec succès et les travaux de rénovation ont été achevés après décembre 2021 dont les coûts de construction ont été financés par le FC Osaka.
Le 26 novembre 2019, le club a déposé des documents pour la J.League, demandant le « statut de club J.League 100 Year Plan », comme une des conditions préalables pour rejoindre la J.League. Le 25 février 2020, les documents soumis ont reçu l'approbation de la J.League, faisant du FC Osaka l'un des détenteurs du statut de club du plan sur 100 ans. Après cela, le 30 juin, le club a demandé une licence de ligue J3, dans le but d'être promu dans la ligue J3 d'ici 2021. La licence de ligue J3 a été délivrée par la J.League le 15 septembre. Le FC Osaka n'a pas pu être promu en J3 League en 2020, car au moment de l'abandon de la ligue, il était classé 9e. En 2021, cela s'est déroulé à peu près de la même manière pour le club, terminant à seulement deux points du Top 4, et à la 7e place.

### Promotion en J3

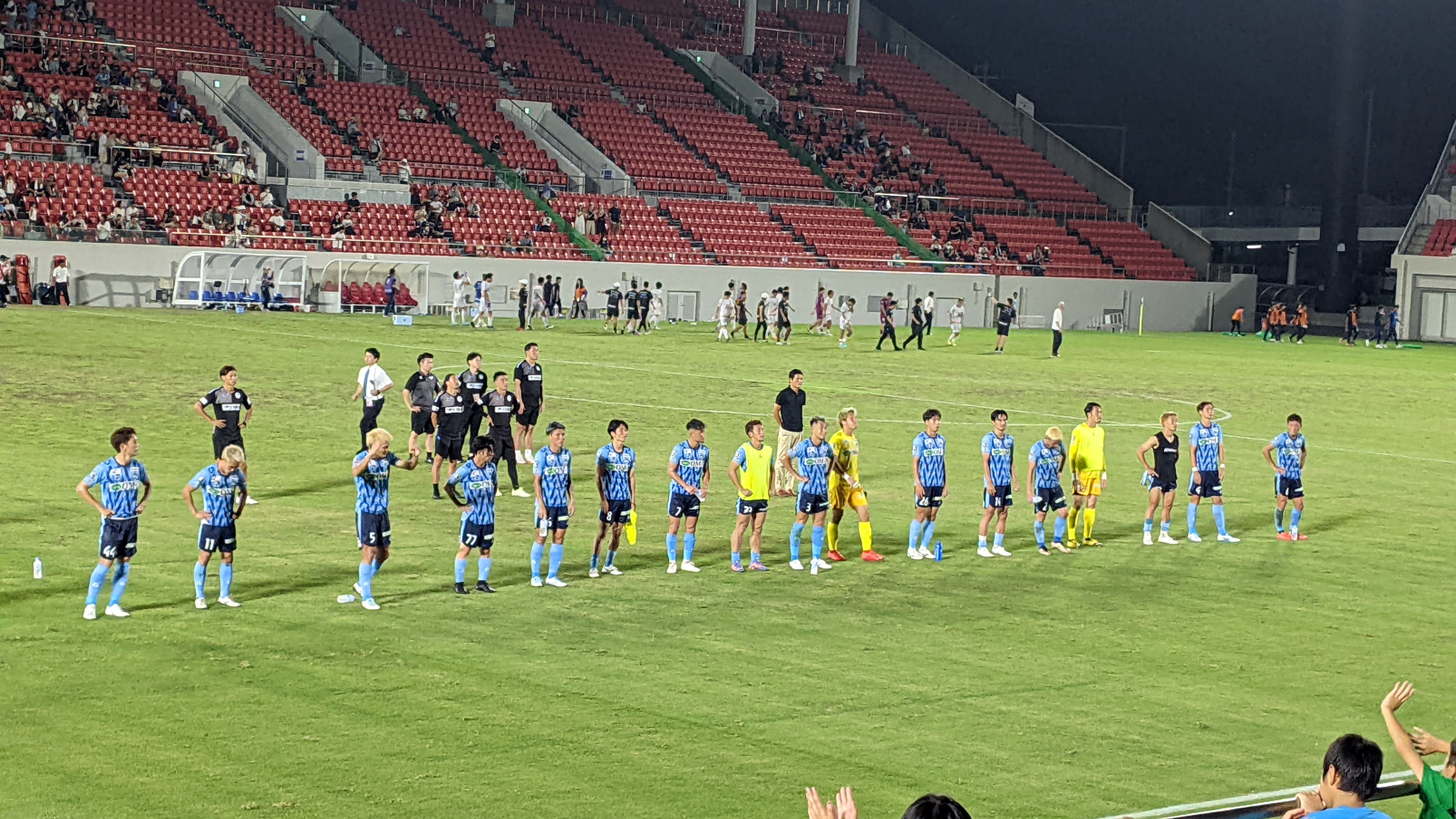
Les joueurs du FC Osaka lors de la saison 2023.

Le 5 novembre, le FC Osaka a été promu en Ligue J3 pour la première fois de son histoire, après avoir passé huit saisons en JFL de football et lors de leur première saison pro le club signe une 11e place en J.League 3.

## Palmarès
| Compétitions nationales                                 | Compétitions internationales |
| - Championnat du Japon de D4 (0) - Vice-champion : 2022 | - Néant                      |

## Joueurs et personnalités du club

### Entraîneurs
Le tableau suivant présente la liste des entraîneurs du club depuis 2008.
| Rang | Nom             | Période   |
| ---- | --------------- | --------- |
| 1    | Shigeru Morioka | 2008-2015 |
| 2    | Haruo Wada      | 2016-2020 |

| Rang | Nom              | Période   |
| ---- | ---------------- | --------- |
| 3    | Shinya Tsukahara | 2020-2023 |

| Rang | Nom         | Période   |
| ---- | ----------- | --------- |
| 4    | Ryo Shigaki | 2023-2024 |

| Rang | Nom         | Période |
| ---- | ----------- | ------- |
| 5    | Naoto Otake | 2024-   |

### Effectif actuel
Mise à jour le

## Bilan saison par saison
Ce tableau présente les résultats par saison de FC Osaka dans les diverses compétitions nationales et internationales depuis la saison 2023.
| Saison | Championnat | Championnat | Championnat | Championnat | Championnat | Championnat | Championnat | Championnat | Championnat | Championnat | Coupe du Japon | Coupe de la Ligue |
| Saison | Division    | Pos         | Pts         | J           | V           | N           | D           | BP          | BC          | Diff.       | Coupe du Japon | Coupe de la Ligue |
| ------ | ----------- | ----------- | ----------- | ----------- | ----------- | ----------- | ----------- | ----------- | ----------- | ----------- | -------------- | ----------------- |
| 2023   | J3 League   | 11e         | 53          | 38          | 14          | 11          | 13          | 41          | 38          | +3          | -              | -                 |
| 2024   | J3 League   | 6e          | 58          | 38          | 15          | 13          | 10          | 43          | 31          | +12         | -              | 1er tour          |
| Saison | Division    | Pos         | Pts         | J           | V           | N           | D           | BP          | BC          | Diff.       | Coupe du Japon | Coupe de la Ligue |
| Saison | Championnat |             |             |             |             |             |             |             |             |             | Coupe du Japon | Coupe de la Ligue |